# Rysostrzępiak porysowany

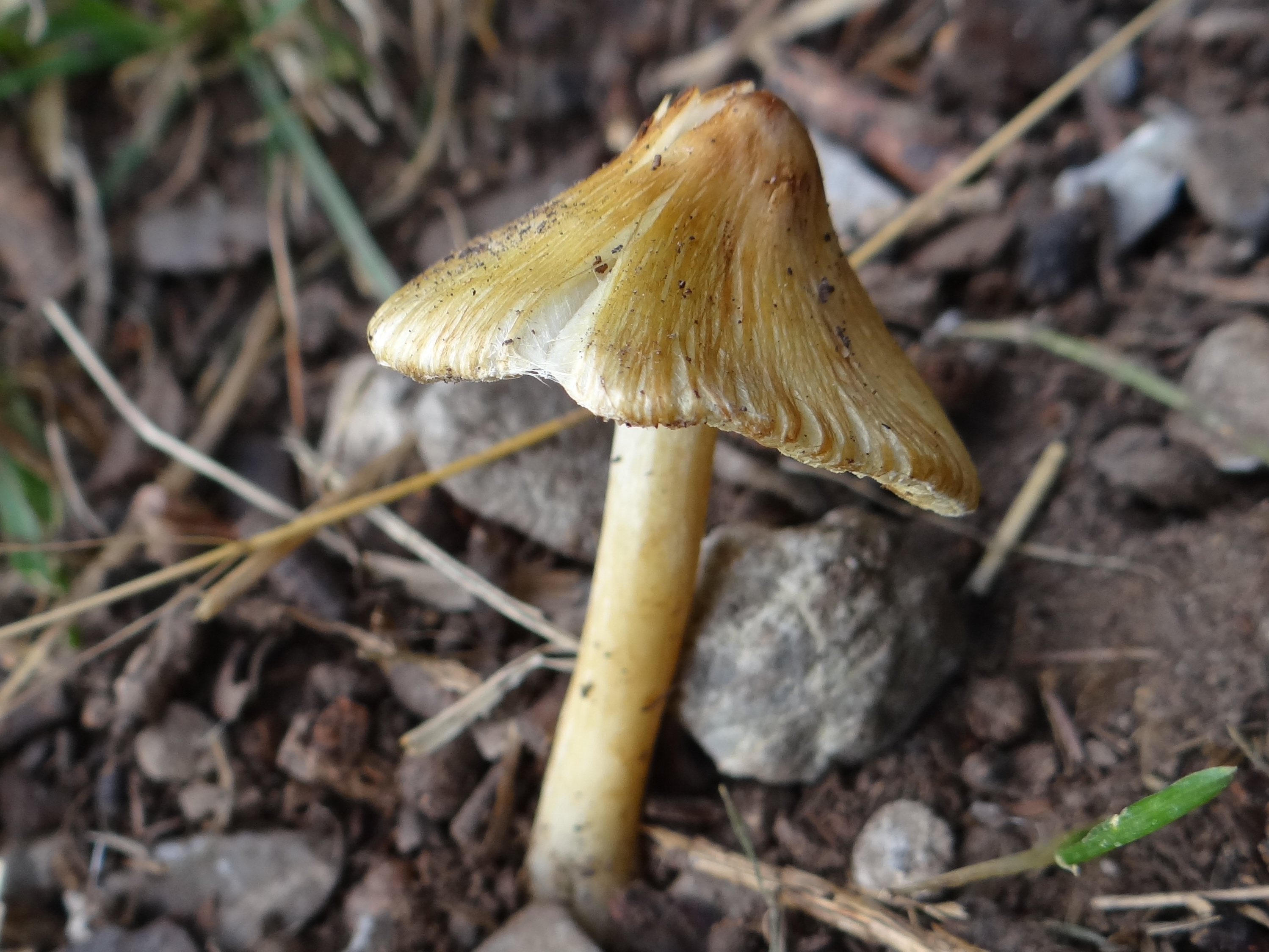

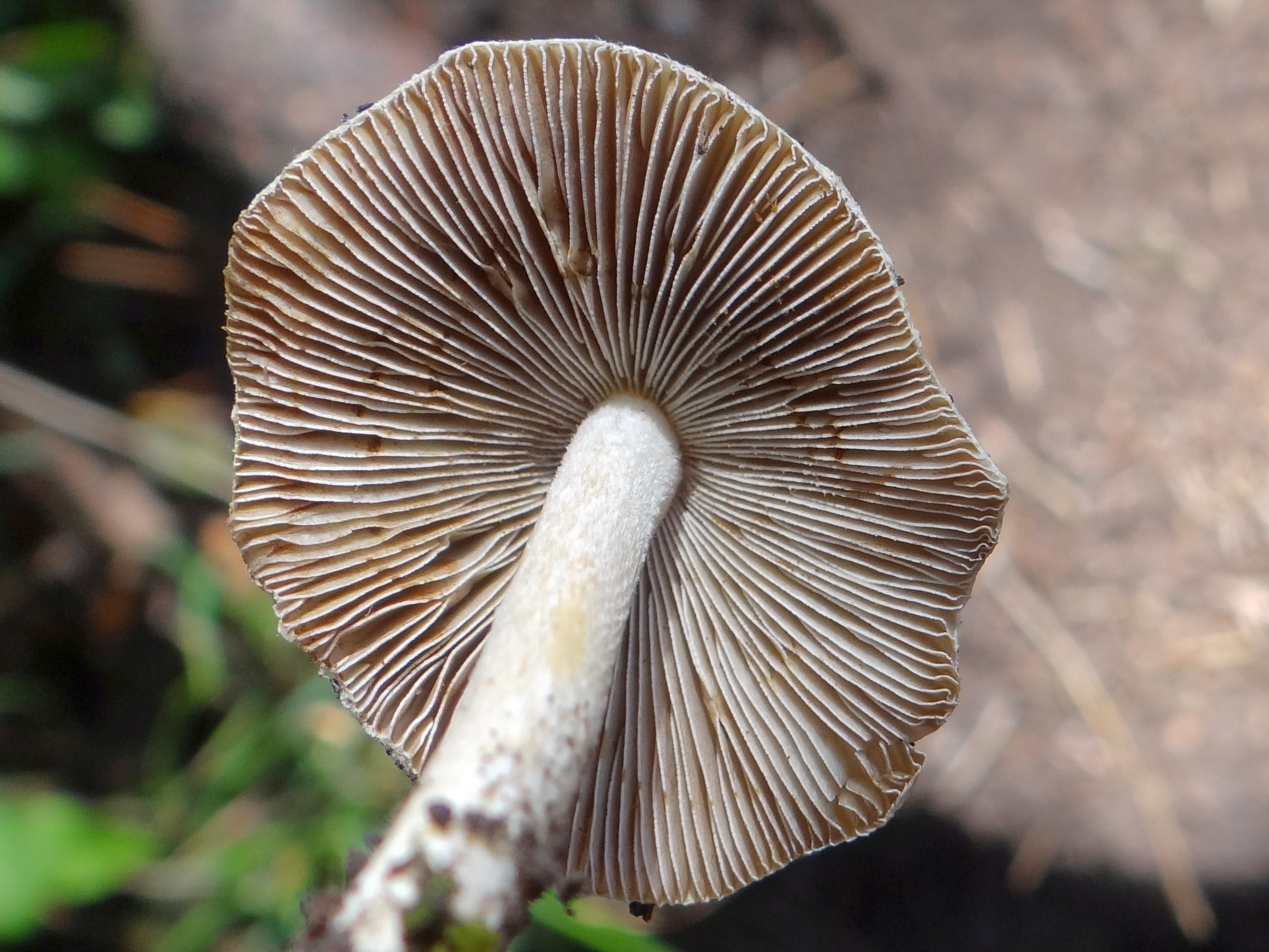

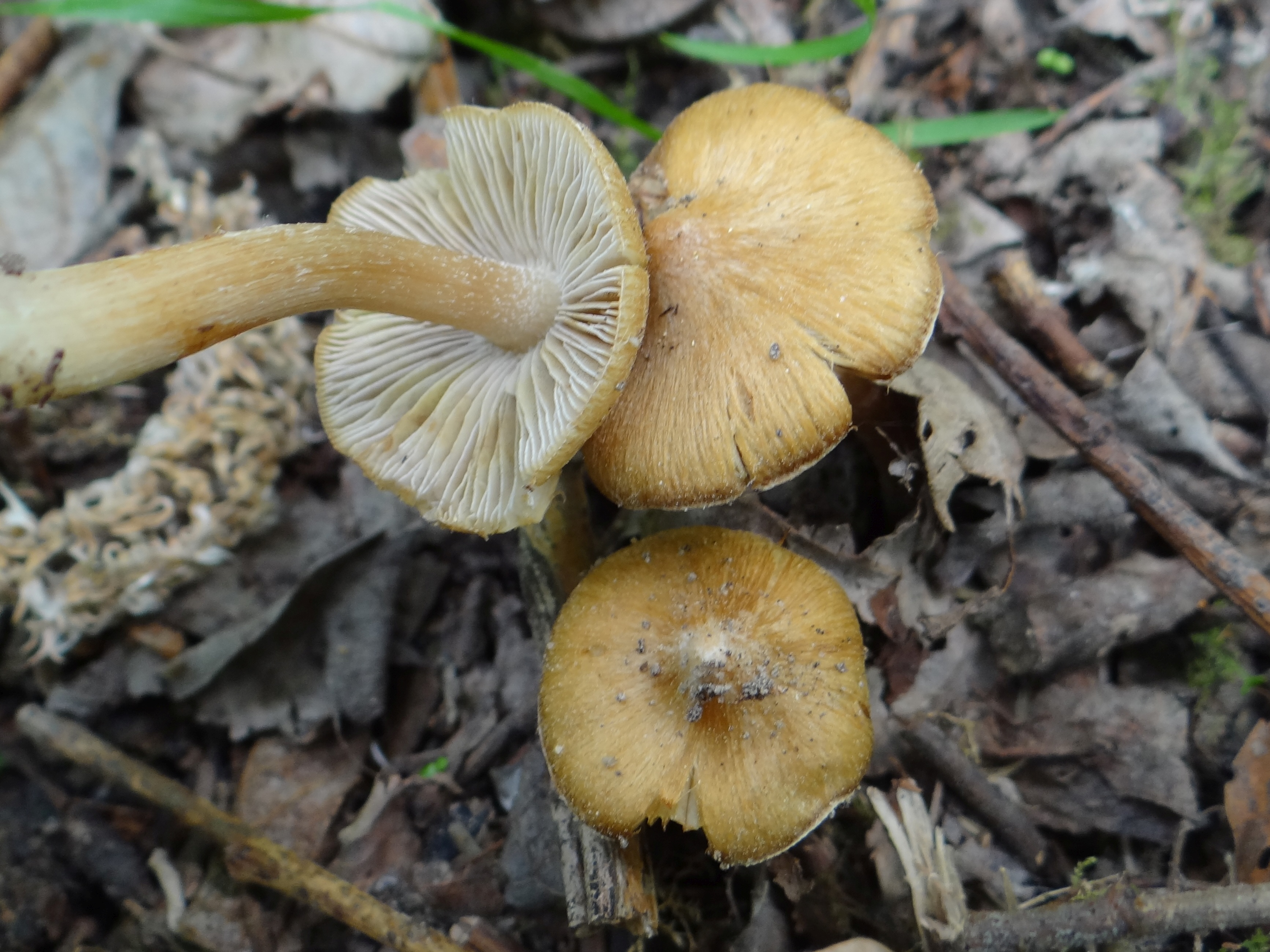

Rysostrzępiak porysowany, strzępiak porysowany (Pseudosperma rimosum (Bull.) Matheny & Esteve-Rav.) – gatunek grzybów z rodziny strzępiakowatych (Inocybaceae).

## Systematyka i nazewnictwo
Pozycja w klasyfikacji według Index Fungorum: Pseudosperma, Inocybaceae, Agaricales, Agaricomycetidae, Agaricomycetes, Agaricomycotina, Basidiomycota, Fungi.
Po raz pierwszy takson ten zdiagnozował w 1789 r. Jean Baptiste Bulliard nadając mu nazwę Agaricus rimosus. W 1871 r. Paul Kummer, przeniósł go do rodzaju Inocybe. Obecną, uznaną przez Index Fungorum nazwę nadali mu Matheny i Esteve-Rav. w 2019 r.
Synonimów naukowych ma ponad 50:
Władysław Wojewoda w 2003 r. zaproponował nazwę polską strzępiak porysowany. Wówczas gatunek ten opisywany był w Polsce pod naukową nazwą Inocybe fastigiata (Schaeff.) Quel.). W polskim piśmiennictwie mykologicznym gatunek ten opisywany był też jako strzępiak strzępkowaty, strzępiak popękany i bedłka popękana. Po przeniesieniu do rodzaju Pseudosperma wszystkie nazwy polskie są niespójne z nazwą naukową. W 2021 r. Komisja ds. Polskiego Nazewnictwa Grzybów zarekomendowała nazwę rysostrzępiak porysowany.

## Morfologia
Kapelusz
Średnica 2–8 cm, u młodych okazów stożkowato-wypukły, u starszych zazwyczaj stożkowaty z wyraźnym ostrym garbem, czasami płasko rozpostarty z garbem. Brzeg prosty, promieniście popękany, czasami znajdują się na nim resztki osłony w postaci białych włókienek. Powierzchnia jedwabista, pokryta promieniście włókienkami. Ma kolor od oliwkowo-cytrynowego do brązowego. Szczyt zwykle jest ciemniejszy.
Blaszki
Przy trzonie zatokowato-wycięte, cienkie z jasnym ostrzem. Mają barwę od cytrynowooliwkowej do brudnooliwkowej.
Trzon
Wysokość 4–12 cm, grubość 0,5–1,5 cm, kształt cylindryczny, z niewielką bulwką u podstawy. Powierzchnia biała, czasami z oliwkowym odcieniem. W szczytowej części jest wyraźnie oszroniony, w dolnej włókienkowaty. U starszych owocników powierzchnia staje się łuskowata. Czasami trzon jest gładki, jedynie u samego szczytu delikatnie oszroniony.
Miąższ
Biały z atłasowym połyskiem. Ma zapach spermy, brak wyraźnego smaku.
Wysyp zarodników
Ochrowobrązowy. Zarodniki eliptyczno-fasolkowate, czasami z niewielkim dzióbkiem, zdarzają się też zarodniki nieregularne. Mają rozmiar 8,5–10 – 16 × 5,5–7  μm.

## Występowanie i siedlisko
Występuje w Europie, Ameryce Północnej, Azji, Australii i Nowej Zelandii. W Polsce jest pospolity. Pospolity jest również w całej Europie Środkowej – prawdopodobnie jest to tutaj najczęstszy gatunek strzępiaka.
Rośnie w lasach liściastych i iglastych, wzdłuż dróg leśnych, w parkach, ogrodach. Preferuje podłoże gliniaste i gleby zasadowe. Pojawia się od wczesnego lata do późnej jesieni.

## Znaczenie
Grzyb mikoryzowy. Grzyb trujący dla człowieka. Zawiera muskarynę, spożywanie grozi śmiercią. Już w kwadrans po spożyciu następuje wzmożone pocenie się, zwężenie źrenic, zaburzenia żołądkowo-jelitowe, zaburzenia krążenia, utrata przytomności.